# Società italiana di diritto ed economia
La Società italiana di diritto ed economia, in acronimo SIDE, è un'associazione senza scopo di lucro che raggruppa studiosi italiani, economisti e giuristi, la cui ricerca ha ad oggetto l'analisi economica del diritto. Questo tipo di approccio, noto anche con l'espressione inglese Law and Economics, ha per oggetto l'analisi economica delle regole giuridiche, intesa come analisi degli effetti prodotti dalle regole sugli incentivi di decisori individuali e collettivi.